# Playa de La Carihuela

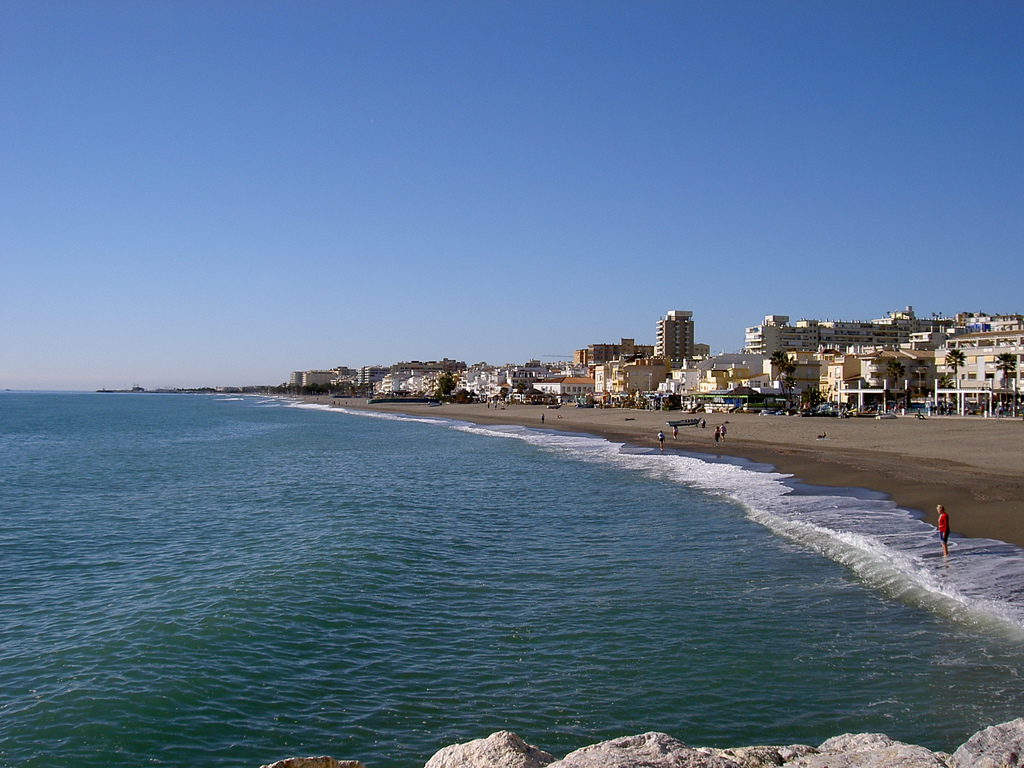
Vista de la playa de La Carihuela.

La playa de La Carihuela es una playa de Torremolinos, en la Costa del Sol de la provincia de Málaga, Andalucía, España. Se trata de una playa urbana de arena oscura situada en el extremo occidental de la ciudad, entre el municipio de Benalmádena y la playa de El Bajondillo, de la que lo separa la Punta de Torremolinos. Tiene unos 2100 metros de longitud y unos 40 metros de anchura media. Es una playa muy frecuentada y con toda clase de servicios.